# خشنية (نبات)
الخشنية جنس نباتي ينتمي إلى الفصيلة الحوذانية ويضم عدة أنواع. تعد أنواع هذا الجنس سامة.

## من أنواعه
- الخشنية الجرابية (باللاتينية: Ceratocephalus testiculatus (Crantz) Roth)
- الخشنية الرمادية (باللاتينية: Ceratocephalus grayanus)
- الخشنية المنجلية (باللاتينية: Ceratocephalus falcatus (L.) Pers.)